# Haddy N'jie
Haddy N'Jie, née le 25 juin 1979 à Oslo, est une chanteuse, auteur-compositrice, et journaliste norvégienne. 
Elle est diplômée en journalisme de l'Université d'Oslo. Haddy a commencé sa carrière à la télévision en présentant les journaux télévisés pour NRK.
Artiste solo, elle a sorti trois albums: White Lies, Welcome Home et World of The Free.
Elle a présenté l'émission du Concours Eurovision de la chanson 2010 à Oslo aux côtés de Nadia Hasnaoui et Erik Solbakken.